# Zoogz Rift
Robert Pawlikowski, in arte Zoogz Rift (Paterson, 10 luglio 1953 – 22 marzo 2011), è stato un cantautore statunitense noto per aver pubblicato molti album dalla forte sperimentazione in ambito rock, paragonati ai lavori di Captain Beefheart e Frank Zappa..

## Biografia
Nato nella città di Paterson nel New Jersey, crebbe a Parsippany-Troy Hills New Jersey e si trasferì Los Angeles verso i 25 anni d'età.
Noto anche come The Liquid Moamo, fu accompagnato da vari gruppi spalla come i Micro Mastodons e The Amazing Shitheads. È stato anche wrestler in una lega minore e fu vice presidente della Universal Wrestling Federation.

## Discografia

### Album in studio
- 1979 - Idiots on the Miniature Golf Course
- 1982 - Amputees in Limbo
- 1984 - Ipecac
- 1985 - Interim Resurgence
- 1986 - Island of Living Puke
- 1986 - Water
- 1987 - Water II: At Safe Distance
- 1987 - Son of Puke
- 1988 - Nonentity (Water III: Fan Black Dada)
- 1988 - Murdering Hell's Happy Cretins
- 1989 - Torment
- 1990 - War Zone
- 1990 - Nutritionally Sound
- 1992 - Villagers
- 1996 - Five Billion Pinheads Can't Be Wrong
- 1999 - School of the Criminally Insane
- 2001 - Born in the Wrong Universe

### Album dal vivo
- 2015 - Europe 90

### Raccolte
- 1984 - Kiss My Bleeding Dork
- 1986 - Looser Than Clams... A Historical Retrospective (Greatest Hits, Vol. 1)
- 1995 - This Is the Music Your Parents Warned You About, Vol. 1
- 1995 - This Is the Music Your Parents Warned You About, Vol. 2
- 1996 - This Is the Music Your Parents Warned You About, Vol. 3
- 2000 - Sunken Treasures: The Very Best of Zoogz Rift
- 2000 - Demons Are Stabbing Me With Pitchforks
- 2002 - Dada Is Surrealism With a Sinister Agenda

### Cassette autopubblicate
- 1976 - With No Apparent Reason
- 1982 - Music Sucks
- 1983 - Can You Smell My Genitals From Where You're Standing?
- 1983 - None of Your Damn Business!
- 1984 - The Diseased Confessions of Moamo Milkman